# 당진 영랑사 대웅전
당진 영랑사 대웅전(唐津 影浪寺 大雄殿)은 대한민국 충청남도 당진시 고대면, 영랑사에 있는 고려시대의 건축물이다. 1973년 12월 24일 충청남도의 유형문화재 제15호로 지정되었다.

## 개요
영랑사는 신라 진흥왕 25년(564)에 아도화상이 세웠다는 설과 백제 의자왕 8년(648)에 당나라 아도화상이 세웠다는 두 가지 설이 있으나 모두 신빙성이 없다. 고려 선종 8년(1091) 대각국사 의천이 크게 수리하면서 사찰의 면모가 갖추어진 것으로 보인다. 조선 숙종 4년(1678)에 보수하였고, 일제시대에도 대웅전을 수리하였다.
대웅전은 앞면 3칸·옆면 2칸 규모이며, 지붕 옆면이 사람 인(人)자 모양인 맞배지붕이다. 지붕을 받치면서 장식을 겸하는 공포가 기둥 위와 기둥 사이에도 있는 다포식 건물이다. 옆면에는 공포가 없는 대신 높은 기둥을 세웠다.
대웅전 안에는 영조 35년(1759)년에 만든 동종이 있다. 이 외에 나무로 만든 석가모니불과 동자불상 등을 모시고 있다.

## 같이 보기
- 영랑사
- 영랑사범종 - 충청남도 유형문화재 제221호

## 참고 자료
- 당진 영랑사 대웅전 - 국가유산청 국가유산포털